# Blago za robiju
Blago za robiju är Suzana Jovanovićs sjunde studioalbum, släppt på Grand Production år 2001.

## Låtlista
1. Blago za robiju (Något i fängelse)
2. Pomiri se sa sudbinom (Gör fred med ödet)
3. Baksuze
4. Tvoj pogled (Din syn)
5. Neću niko da me žali (Jag vill inte att ingen tycker synd om mig)
6. Kad bi znao kako mi je (Om du visste hur jag)
7. Ona te u crno zavila (Hon insvept i svart)
8. I da mogu što ne mogu (Och det kan inte vara)